# رودریگو فاروفا
رودریگو فاروفا (انگلیسی: Rodrigo Farofa؛ زادهٔ ۲۱ آوریل ۲۰۰۰) بازیکن فوتبال اهل برزیل است.
از باشگاه‌هایی که در آن بازی کرده‌است می‌توان به باشگاه فوتبال رئال مادرید کاستیا اشاره کرد.